# Johannes Schiehsl
Johannes Friedrich Schiehsl (* 11. März 1984 in Wiener Neustadt) ist ein österreichischer Trickfilmregisseur.

## Leben
Nach einem Studium an der Filmschool Zlin sowie der Filmakademie Baden-Württemberg gründete er 2011 gemeinsam mit Conrad Tambour und Benjamin Swiczinsky die Gruppe „Neuer Österreichischer Trickfilm“.
2009 erstellte er den Haupttrailer für das Internationale Trickfilm-Festival in Stuttgart „Zoopraxiscope“, welcher viele internationale Auszeichnungen erhielt.
Sein Kurzanimationsfilm 366 Tage mit den Stimmen von Radiomoderator Hosea Ratschiller und dem österreichischen Kabarettisten Peter Hörmanseder wurde auf folgenden Filmfestivals mit Preisen ausgezeichnet:
- BAF! – Bradford Animation Festival: Best Student Film
- CINANIMA 2011: Menção Especial
- Content Award Vienna 2011: 1. Platz in der Kategorie „Characters“
- FBW Kurzfilm des Monats
- Filmschau Baden-Württemberg: Bester Animationsfilm
- Shortynale 2011: Publikumspreis und Preis für den besten Film
- Hamburg Animation Award 2012

2012 wurde er von Erwin Pröll mit dem Kulturpreis des Landes Niederösterreich ausgezeichnet.
2013 leitete er zusammen mit Benjamin Swiczinsky die Animationen für den Kinofilm „Zweisitzrakete“ von Hans Hofer. 2014 erstellte er für die österreichischen Kinofilme „Diplomatische Liebschaften“, „Gruber geht“, „Der Vampir auf der Couch“ und „Macht Energie“ Animationssequenzen. Außerdem wirkte er bei der internationalen TV-Serie „Hexe Lilli“ bis 2014 für die 3. Staffel als Regisseur mit. Auch seine beiden Kurzfilme „Der Maulwurf und der Regenwurm“ und „Sternenjäger“ wurden auf zahlreichen internationalen Filmfestivals gezeigt und ausgezeichnet.
2022 gründete er sein eigenes Animationsstudio JFS Works.

## Filmografie
- 2007: A6/A9
- 2008: Birdstrike
- 2009: Der Kleine und das Biest (Animation)
- 2010: Mobile (Animation)
- 2011: 366 Tage
- 2013: Wien Energie – UFO
- 2014: Hexe Lilli (TV-Serie – 3. Staffel)
- 2014: Macht Energie (Animation)
- 2015: Gruber geht (Animation)
- 2015: Der Maulwurf und der Regenwurm
- 2016: Sternenjäger
- 2019: Fritzi – Eine Wendewundergeschichte (Produzent)